# Totolac
Totolac est une municipalité de l'État mexicain de Tlaxcala.